# Ngày Thống kê Thế giới
Ngày Thống kê thế giới được cử hành vào ngày 20 tháng 10 hàng năm trên khắp thế giới, bắt đầu từ năm 2010.

## Lịch sử
"Ngày Thống kê thế giới" do Đại hội đồng Liên Hợp Quốc thiết lập (Nghị quyết số 64/267) ngày 3.6.2010 theo sáng kiến của Ủy ban Thống kê Liên Hợp Quốc, nhằm thu hút sự chú ý của công chúng khắp thế giới về tầm quan trọng của những dữ liệu thống kê do "Hệ thống thông tin Thống kê" toàn cầu (Statistical information system (SIS)) cung cấp. Năm 2010 đã có 103 nước tổ chức Ngày Thống kê thế giới, trong đó có 51 nước châu Phi cử hành chung "Ngày Thống kê châu Phi" hàng năm vào ngày 18 tháng 11
Ngày 20.10.2010 tại Vương quốc Anh, Hội Thống kê hoàng gia (Royal Statistical Society) đã tung ra đợt vận động thống kê getstats vào lúc 20 giờ 10..